# Misato Nakamura
Misato Nakamura (n. 28 aprilie 1989, Hachioji, Japonia) este o sportivă ce a reprezentat Japonia, medaliată olimpică. A participat la 3 ediții ale Jocurilor Olimpice (2008, 2012, 2016) în care a câștigat o medalie de bronz.